# 科拉教堂

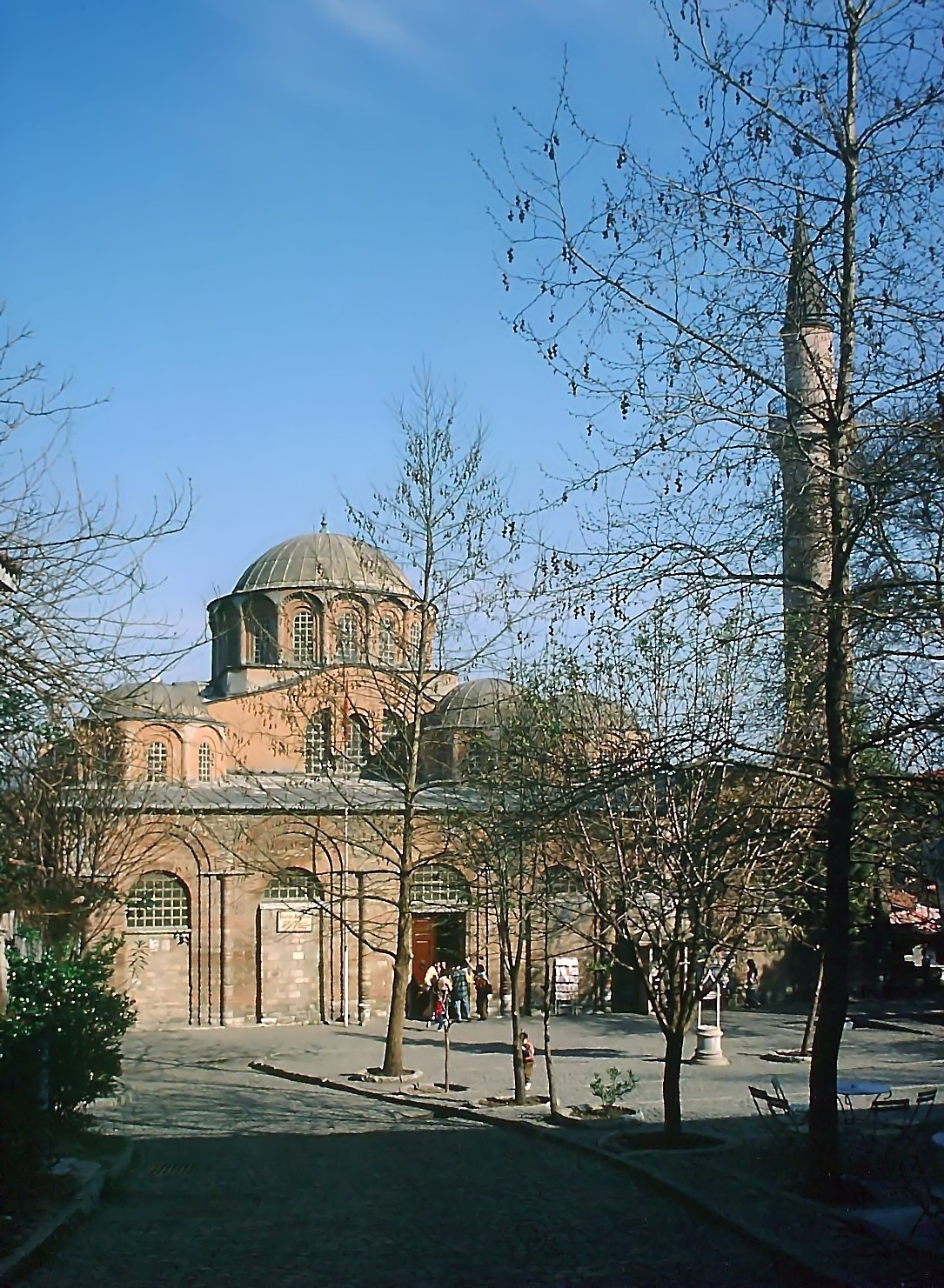
科拉教堂

科拉教堂（Church of Holy Savior in Chora），又名卡里耶博物馆（土耳其语：Kariye Müzesi）被认为是最美的拜占庭教堂之一。它位于伊斯坦布尔法提赫区。它原是一座东正教堂，全名为“乡下神圣救主教堂”（希腊语：ἡ Ἐκκλησία του Ἅγιου Σωτῆρος ἐν τῃ Χώρᾳ, hē Ekklēsia tou Hagiou Sōtēros en tēi Chōrai），因为它位于君士坦丁堡城墙以外，在金角湾南面。16世纪被奥斯曼帝国改为一座清真寺，1948年成为一座世俗的博物馆。建筑的内部布满了精美的东正教镶嵌画和壁画。

## 历史
这个地点最初的教堂建于5世纪初，位于君士坦丁大帝4世纪修建的城墙以外。

## 外部連結
- 照片评论

41°01′52″N 28°56′21″E / 41.03111°N 28.93917°E